# Kaimanawa-Pferd
Das Kaimanawa-Pferd ist eine neuseeländische Pferderasse, die wild in einem Schutzgebiet auf der Nordinsel im Hügelland um Waiouru lebt.
Hintergrundinformationen zur Pferdebewertung und -zucht finden sich unter: Exterieur, Interieur und Pferdezucht.

## Exterieur

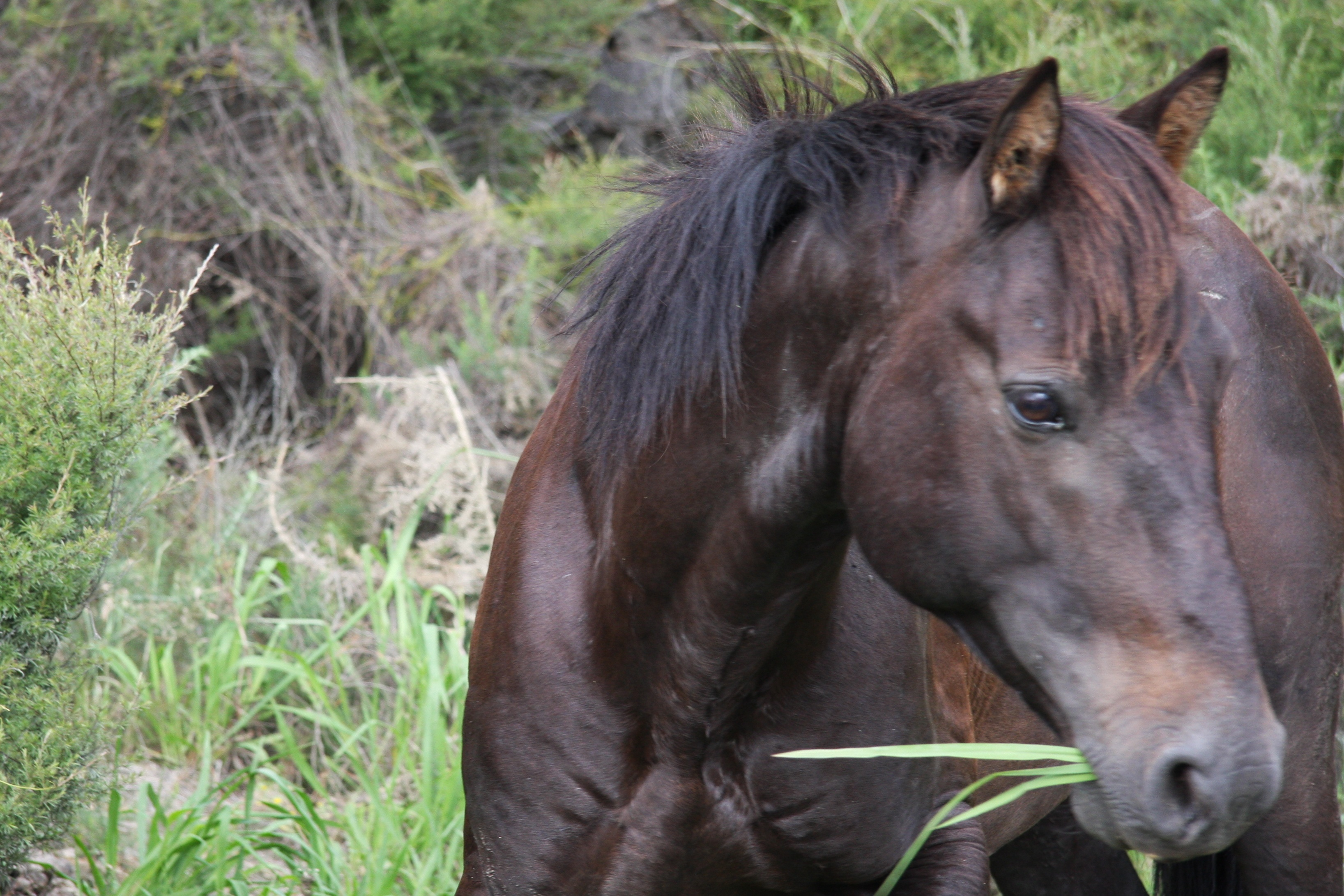
Kopfstudie

Im Allgemeinen handelt es sich bei den Kaimanawa-Pferden um ein robustes Kleinpferd, das die Merkmale eines verwilderten Hauspferdes aufweist.
Der mittelgroße Kopf weist eine breite Stirn, große Augen und ein waches Gesicht auf. Der kräftige, relativ kurze Hals tendiert zur Unterhalsbildung. Die Schultern sind steil gelagert, aber lang. An den nur dürftig markierten Widerrist schließt sich ein ausreichend langer und breiter Rücken mit ausladenden Rippen (ein Hinweis auf gute Futterverwertung) an. Die gut bemuskelte Kruppe fällt zumeist deutlich ab. Die kräftigen, trockenen Gliedmaßen weisen eine genügende Knochenstärke und häufig einen leichten Kötenbehang auf.
Die Widerristhöhe variiert zwischen 130 und 150 Zentimetern.
Es treten alle Fellfarben auf, wobei Braune vorherrschen und weiße Abzeichen an Kopf und Beinen häufig auftreten.

## Mechanik
Die Kaimanawa-Pferde weisen eine hohe Trittsicherheit, praktische Gänge und gute Springanlagen auf.

## Interieur
Kaimanawa-Pferde zeichnen sich besonders durch ihr ruhiges Temperament und ihren neugierigen Charakter aus. Des Weiteren sind sie robust, leichtfuttrig und witterungsunempfindlich.

## Genetik
Aus genetischen Untersuchungen ging hervor, dass die Kaimanawa-Pferde anders als andere Wildpferde-Populationen keine besonderen genetischen Merkmale aufweisen. Die meisten genetischen Gemeinsamkeiten haben die Kaimanawa-Pferde mit Englischen Vollblütern.

## Geschichte und Zucht
Die ersten Pferde, die nach Neuseeland eingeführt wurden, gelangten dorthin 1814 durch Samuel Mardsen. Die erste schriftliche Erwähnung wilder Pferde in den Kaimanawa Mountains stammt aus dem Jahr 1876. Die freilebenden Tiere gingen auf einige 1858 und 1875 von George Gwavas Carlyon importierte Exmoor-Ponys sowie deren Nachkommen mit der lokalen Pferdepopulation, welche man als Carlyon-Ponys bezeichnete, sowie auf verwilderte Hauspferde zurück. Um diese Zeit importierte Sir Donald McLean zwei Welsh-Pony-Hengste namens Caesar und Comet, welche er mit den Carlyon-Ponys kreuzte. So entstanden kleine, aber trittsichere und robuste Tiere. In den 1870er-Jahren ließ McLeans einen Hengst und mehrere Stuten der Comet-Linie in der Kaingaroa-Ebene frei, die sich mit der bereits bestehenden wild lebenden Pferdepopulation mischten. In den folgenden Jahren kamen weitere Tiere hinzu, überwiegend Pferde von Schafsfarmen, die ausbrachen oder freigelassen wurden. 1941 wurden einige Kavallerie-Pferde in Waiouru ausgesetzt, als die Druse grassierte. Sie brachten einen gewissen Englischen Vollblut-Anteil in die Herde ein. Ebenfalls wird von einem in den 1960er-Jahren durch Nicholas Kreneff in der Region um das Argo-Tal freigelassenen Araber-Hengst berichtet.
Durch den verschiedenen genetischen Einfluss wurden die Kaimanawa-Pferde bezüglich des Erscheinungsbildes größer als ihre Pony-Vorfahren und zudem heterogener bezogen auf ihren Körperbau, dennoch sind klassische Merkmale der Comet-Linie in vielen Herden deutlich zu erkennen.
Bis zum Jahr 1981 gab es keinerlei Überwachung der Populationsgröße, des Verbreitungsgebiets und der Bewegungen der wild lebenden Pferde. Man vermutete, dass es viele von ihnen gab. Durch Erschließung von Land, Jagd und zunehmende menschliche Aktivitäten sank jedoch der Wildpferdebestand. So wurden 1980 lediglich 174 Tiere im südlichen Gebiet der Kaimanawa Mountains gezählt. Es wurde sich darum gesorgt, dass die wilden Tiere aussterben könnten, sodass 1981 ein Schutzgebiet für die Kaimanawa-Pferde errichtet wurde. Dadurch stieg die Population deutlich an. Die Anzahl der Kaimanawa-Pferde betrug im Jahr 1991 um 1700 Tiere, was zur Bedrohung der Pferde, das Schutzgebiet konnte nur eine begrenzte Anzahl Tiere ernähren, aber auch das fragile Ökosystem im Schutzgebiet durch grasen und zertrampeln der Pflanzen gefährdete. Die Vegetation im Schutzgebiet ist aus geologischer und klimatischer Sicht ungewöhnlich und einzigartig, da ein großer Teil davon niemals als Farm- oder Weideland genutzt wurde, sodass es dort viele endemische neuseeländische Pflanzen gibt, die anderswo ausgestorben sind; so kommen elf Pflanzenarten lediglich in diesem Schutzgebiet vor Es wurden Maßnahmen zum Herden-Management notwendig.
Veranlasst durch den im Mai 1996 verabschiedeten Kaimanawa Wild Horses Plan, wurden von 1993 bis 2010 vom Department of Conservation jährlich Round-ups (Ausmusterungen) veranstaltet, um die Herde zahlenmäßig zu kontrollieren, wobei man eine Obergrenze von 500 Tieren festlegte. So wurden in den 17 Jahren insgesamt 2800 Tiere aus der Herde entnommen. Während zwei Drittel der ausgemusterten Tiere von Privatpersonen oder dem Kaimanawa Wild Horse Welfare Trust (kurz: KWHWT) aufgenommen wurden, brachte man die übrig gebliebenen Tiere, bei welchen es sich größtenteils um Hengste und ältere Tiere handelte, zum Schlachthof.
2010 wurde die Obergrenze auf 300 Pferde festgelegt, sodass die das Department of Conservation jährlich 120.000 neuseeländische Dollar (entspricht etwa 70.000 Euro) kostenden Round-ups lediglich alle zwei Jahre stattfinden mussten. Seitdem findet zudem eine jährliche Bestandserhebung statt.
Seit 1997 besteht ein offizieller Zuchtverband namens Kaimanawa Heritage Horses, der es sich ebenso wie die im April 1994 gegründete Kaimanawa Wild Horse Preservation Society Inc (kurz: KWHPS) zur Aufgabe gemacht hat, die Adoption der Wildpferde zu fördern.